# Mysore Dasara

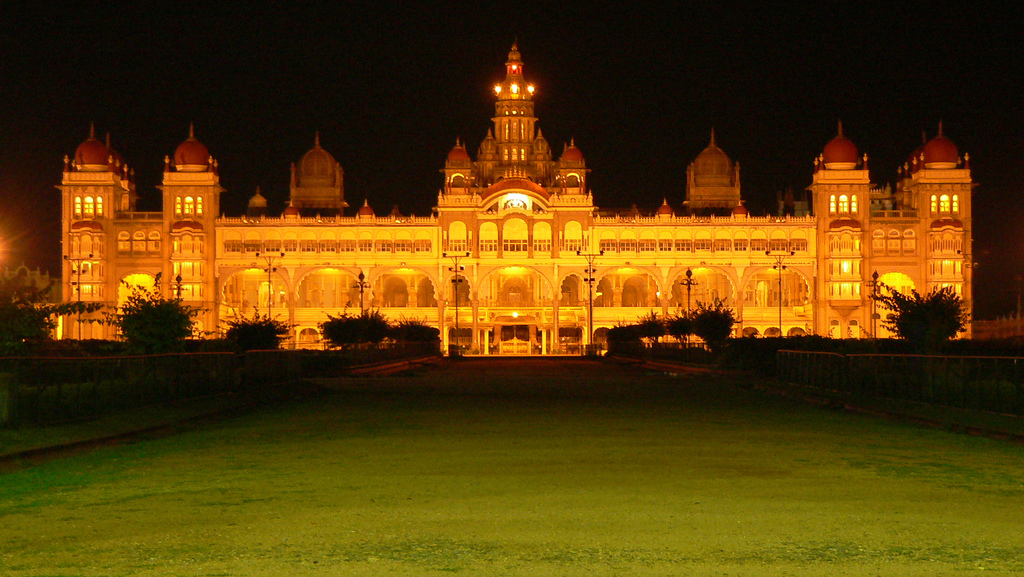
Palais de Mysore Le palais illuminé est l'épicentre de toutes les festivités du Dasara

Mysuru Dasara ((kn) : ಹಬ್ಬ) est le Nadahabba (festival d'État) de l'État du Karnataka en Inde. La fête dure 10 jours et commence par Navaratri (qui signifie neuf nuits), le dernier jour étant Vijayadashami. Les festivités débutent le dixième jour du mois du calendrier hindou d’Ashvins, qui tombe généralement les mois de septembre et d'octobre du calendrier grégorien   .
Les festivités de Dasara, Navratri et Vijayadashami célèbrent la victoire du bien sur le mal, le jour - dans les légendes hindoues - où la déesse Dourga tua le démon Mahishasura. Mahishasura a donné à la ville le nom de Mysore, aujourd'hui Mysuru. La tradition à Mysore est de célébrer les guerriers et l’État se battant pour le bien. Au cours de la fête, sont vénérés rituellement; l’épée, les armes, les éléphants, les chevaux et la déesse hindoue Devi sous sa forme guerrière (principalement) ainsi que l’avatar de Vishnou, Rama. Les cérémonies et une grande procession sont traditionnellement présidées par le roi de Mysore.
La ville de Mysore a une longue tradition de célébration de Dasara avec splendeur et faste comme il se doit. Le 400e anniversaire du festival a été célébré en 2010 alors que tout indique que les festivités ont été observées dans l'État du Karnataka par les rois de l'empire Vijayanagara depuis le XVe siècle,.

## Histoire
La fête de Dasara a joué un rôle historique dans l'empire de Vijayanagara du XIVe siècle, où il s'appelait Mahanavami. On en trouve une illustration dans un bas-relief du mur extérieur du temple Hazara Rama de Hampi,.
Le voyageur italien Niccolò de 'Conti a écrit sur l'intensité et l'importance de ces célébrations, comme étant un événement religieux et martial considérable, bénéficiant du soutien royal. L'événement vénérait Dourga en tant que déesse guerrière (certains textes l'appellent Chamundeshwari). Des compétitions sportives, des chants et des danses, des feux d'artifice, un défilé militaire et des dons de charité étaient organisés,.
Après la chute des sultanats de Vijayanagar au Deccan, ces célébrations hindoues ont pris fin sous les dirigeants musulmans. Les Wodeyars de Mysore formèrent un royaume dans les régions méridionales de l'empire Vijayanagara et poursuivirent la célébration du festival Mahanavami (Dasara), tradition initiée par Raja Wodeyar I (1578-1617) en 1610 à Srirangapatna,.

## Festivités
Les festivités comprenaient un durbar spécial (assemblée royale), tradition instaurée pendant le règne de Krishnaraja Wodeyar III en 1805. Outre le roi, accompagné des membres de la famille royale, y assistait des invités spéciaux, des fonctionnaires et la population. Après la mort de Srikantadatta Narasimharaja Wadiyar (en) en décembre 2013, cette tradition s'est poursuivie, plaçant la "Pattada Katti" (épée royale) sur le trône en or,,.

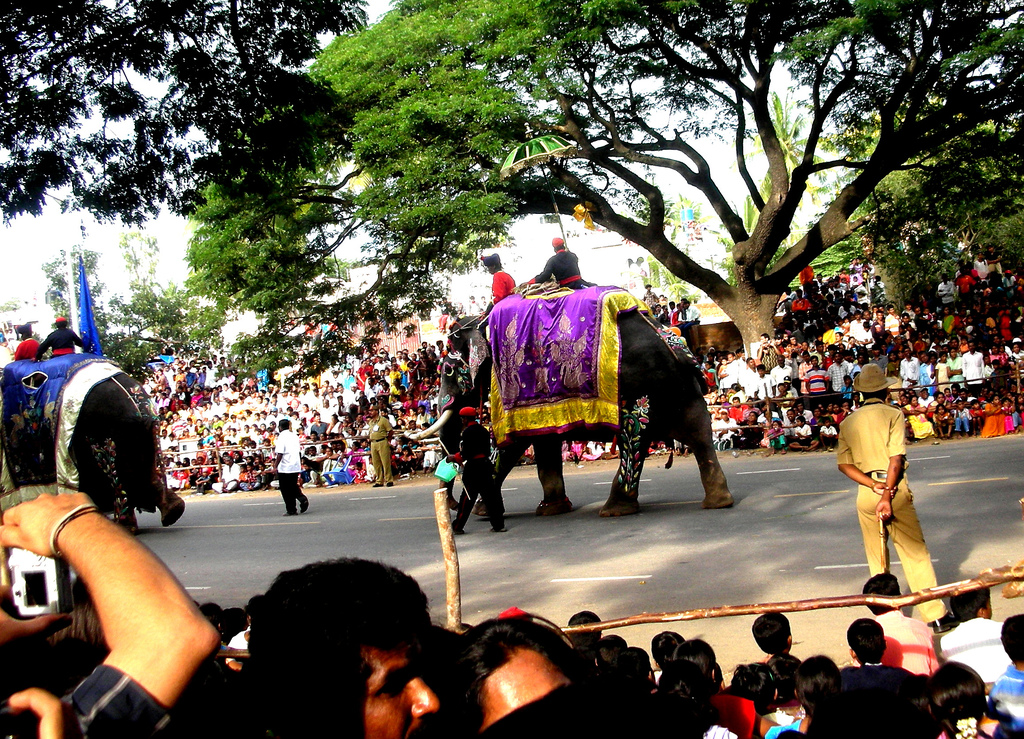
Procession de Mysore Dasara

Le neuvième jour de Dasara appelé Mahanavami est également un jour propice au culte du sabre royal et à une procession avec éléphants, chameaux et chevaux richement caparaçonnés.

## Illumination du palais de Mysore
La principale attraction du festival Mysore Dasara, qui dure dix jours, est le palais de Mysore, qui est illuminé chaque jour par près de 100 000 ampoules de 19 à 22 heures tous les jours du festival. Divers programmes culturels et religieux mettant en valeur la danse, la musique et la culture de l'État du Karnataka sont présentés devant le palais illuminé.
En dehors des festivités de Dussehra, le palais est illuminé chaque soir de 19:00 à 19:30.

## Procession

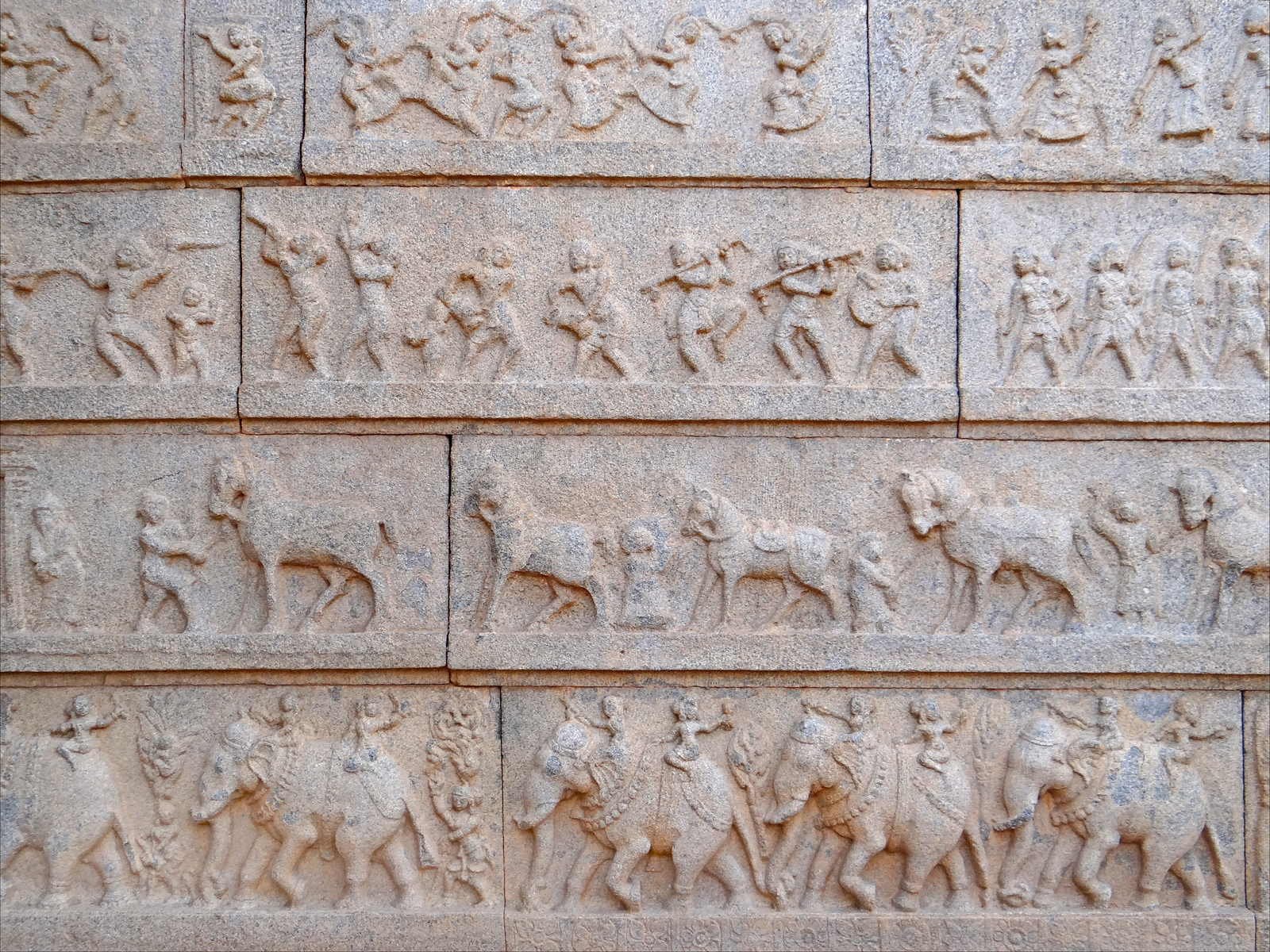
Bas-relief à Hampi illustrant la procession de Dasara.

À Vijayadashami, la procession traditionnelle de Dasara (connue localement sous le nom de Jumboo Savari) se déroule dans les rues de la ville de Mysore. La procession des éléphants de Vijayadashami lors de Mysore Dasara s'appelle Jumbo Savari depuis l'époque du Raj britannique. Le nom original de cette procession était Jumbi Savari ("aller à l'arbre Shami (Banni)").
L'attraction principale de cette procession est l'idole de la déesse Chamundeshwari qui est placée sur une mantapa dorée (environ 750 kilogrammes d'or) au sommet d'un éléphant décoré. Cette idole est vénérée par le couple royal et ses invités avant d’être emmenée en procession. Des tableaux colorés, des groupes de danse, des groupes de musique, des éléphants décorés, des chevaux et des chameaux font partie de la procession qui commence au palais de Mysore et se termine en un lieu appelé Bannimantap où le culte du banni (Prosopis cineraria un arbre de la famille des Mimosaceae) est pratiqué.
Selon une légende du Mahabharata, les Pandava ont utilisé des arbres de banni pour dissimuler leurs armes au cours de leur période d'un an d'Agnatavasa pendant laquelle ils vivaient incognito. Avant de se lancer dans une guerre, les rois allaient vénérer cet arbre censé les aider à vaincre.
Les festivités du Dasara se terminent la nuit de Vijayadashami par un événement sur le site de Bannimantap appelé Panjina Kavayatthu (défilé aux flambeaux).

## Exposition
L'exposition Dasara, qui se tient dans le parc des expositions en face du palais de Mysore, est une autre attraction majeure de Dasara. L’exposition a été créée par le maharaja de Mysore Chamarajendra IX (1868-1895) en 1880 dans le but de proposer une ouverture sur l'Inde à la population de Mysore. L’organisation de l’exposition est maintenant confiée à l’Autorité des expositions du Karnataka (KEA).
Cette exposition commence pendant le Dasara et se poursuit jusqu'en décembre. Différents stands vendent des articles tels que des vêtements, des articles en plastique, des ustensiles de cuisine, des cosmétiques et des articles de consommation et attirent la foule. Les divertissements ne sont pas oubliés grâce à une aire de jeux avec des attractions, comme une grande roue. Les stands de divers organismes gouvernementaux font la promotion des réalisations et des projets qu’ils ont entrepris ou réalisés.

## Autres programmes
Durant les 10 jours de Dasara, divers concerts de musique et de danse ont lieu dans des auditoriums de la ville de Mysore. Les musiciens et les groupes de danse de toute l'Inde sont invités à se produire à cette occasion. Une autre attraction pendant Dasara est le Kushti Spardhe (combat de lutte) qui attire des lutteurs de toute l'Inde. [réf. nécessaire]

## Controverse
La procession du Dasara est confrontée à la pression croissante des activistes et des militants pour mettre fin à l'utilisation controversée des éléphants,. Des éléphants de procession, ainsi que leurs mahouts (cornac), sont morts au cours de plusieurs incidents choquants au fil des ans,,,.
En 2018, une vidéo tourné clandestinement provenant d'un terrain d'entraînement des éléphants, montrait un éléphant se balançant, signe de sa détresse. La presse internationale a qualifié la vidéo de «déchirante» et a expliqué comment les éléphants devaient suivre deux mois de «formation rigoureuse» pour pouvoir se produire dans le cortège,.